# Michael Häupl
Michael Häupl (ur. 14 września 1949 w Altlengbach) – austriacki polityk i samorządowiec, w latach 1994–2018 burmistrz Wiednia, wiceprzewodniczący Socjaldemokratycznej Partii Austrii.

## Życiorys
Ukończył biologię i zoologię na Uniwersytecie Wiedeńskim. W latach 1975–1983 pracował w Muzeum Historii Naturalnej w Wiedniu. Od połowy lat 70. był zaangażowany w działalność polityczną w ramach socjaldemokratów. W latach 1975–1977 pełnił funkcję przewodniczącego afiliowanego przy SPÖ związku socjalistycznych studentów. W 1982 stanął na czele organizacji młodzieżowej Socjaldemokratycznej Partii Austrii w Wiedniu, obejmując również funkcję wiceprzewodniczącego młodzieżówki na poziomie centralnym. W latach 1983–1988 zasiadał w radzie miejskiej Wiednia, będącej równocześnie landtagiem stołecznego kraju związkowego. Od 1988 do 1994 wchodził w skład miejskiej egzekutywy, odpowiadając za środowisko, rekreację i sport. W 1993 wybrano go na przewodniczącego wiedeńskich struktur SPÖ.
W 1994 został powołany na burmistrza Wiednia. Kierowana przez niego partia wygrywała wybory regionalne w 1996, 2001, 2005, 2010 i 2015, a Michael Häupl każdorazowo uzyskiwał reelekcję.
W maju 2016, po rezygnacji Wernera Faymanna, przejął czasowo kierowanie SPÖ, pełnił tę funkcję do czerwca tegoż roku. W 2018 zrezygnował z kierowania wiedeńskim oddziałem partii, a także ze stanowiska burmistrza Wiednia.
W 2011 odznaczony Krzyżem Komandorskim Orderu Zasługi Rzeczypospolitej Polskiej.